# Anolis aliniger
Anolis aliniger este o specie de șopârle din genul Anolis, familia Polychrotidae, descrisă de Mertens 1939. Conform Catalogue of Life specia Anolis aliniger nu are subspecii cunoscute.